# Hasan Saka
Pour les articles homonymes, voir Saka.
Hasan Saka, né en 1886 à Trabzon et mort le 20 juillet 1960 à Istanbul, est un homme d'État turc. Il est Premier ministre de la Turquie entre le 10 septembre 1947 et le 16 janvier 1949.